# Зарма (язык)
Зарма (также Джерма) — язык народа джерма. Относится к сонгайским языкам. Распространён на юго-западе Нигера (регионы Досо, Тиллабери и город Ниамей. Число носителей по данным 2006 года около 2,35 млн чел. Язык используется в целях образования в начальной школе, на нём ведётся теле- и радиовещание.

## Письменность
Письменность языка зарма базируется на латинской графической основе. Утверждена в 1999 году.
Алфавит зарма: A a, Ã ã, B b, C c, D d, E e, F f, G g, H h, I i, J j, K k, L l, M m, N n, Ŋ ŋ, Ɲ ɲ, O o, P p, R r, S s, T t, U u, W w, Y y, Z z.